# CRL 2688
CRL 2688 (auch AFGL 2688 bzw. RAFGL 2688 oder Eier-Nebel, englisch Egg Nebula) ist ein bipolarer protoplanetarischer Nebel, ungefähr 3000 Lichtjahre entfernt. Das Objekt wurde 1975 im Rahmen der Palomar Observatory Sky Survey entdeckt.
Die auffälligste Struktur des Nebels ist eine Reihe heller Bögen und Kreise, die den zentralen Stern umgeben. Dieser selbst wird durch eine dichte Schicht von Gas und Staub verhüllt, eine direkte Beobachtung des Zentralsterns ist daher nicht möglich. Das Licht des Zentralsterns durchdringt jedoch die dünneren Bereiche und lässt die äußeren Gasbereiche erstrahlen, die so die Bögen in dem Erscheinungsbild hervorrufen.
CRL 2688 gehört zu den nächsten und am besten studierten bipolaren protoplanetarischen Nebeln.